# Paweł Karuza
Pawał Karuzo (biał. Павал Каруза; ur. 12 lutego 1900 w Wołkołatce k. Wilejki, zm. 25 stycznia 1988 w Wilnie) – białoruski polityk okresu II RP, zbieracz folkloru i nauczyciel, więzień polityczny ZSRR. 

## Życiorys
Absolwent szkoły ludowej w Brasławiu, w 1924 ukończył studia na wydziale teoretycznym wileńskiego konserwatorium muzycznego. W latach 1924–1926 był wolnym słuchaczem na Uniwersytecie Stefana Batorego w Wilnie (specjalność socjologia i ekonomia), później uczęszczał również do konserwatorium warszawskiego. 
W latach 20. prezes CK Białoruskiej Chrześcijańskiej Demokracji. Był posłem na Sejm RP II kadencji (1928–1930), należał do Klubu Ukraińsko-Białoruskiego. 
W 1934 porwany w Gdańsku przez sowieckie służby wywiadowcze, wywieziony potajemnie do ZSRR. Więziony na Butyrkach i skazany na 10 lat za szpiegostwo. W 1937 trafił na Sołowki, później do Norylska, gdzie dyrektorował tamtejszemu Teatrowi Miejskiemu (do 1947). 
Po powrocie do Polski stał na czele domu twórczości ludowej w Mołodecznie. W 1949 ponownie aresztowany przez NKWD, przebywał w więzieniu pięć lat. 
Od 1957 zatrudniony w Wileńskim Instytucie Nauczycielskim, osiedlił się na stałe w stolicy Litewskiej SRR. 
Zrehabilitowany postanowieniem Trybunału Wojskowego Białoruskiego Okręgu Wojskowego Armii Czerwonej nr 50 z 12 IV 1970; okres uwięzienia zaliczono mu do stażu pracy.